# Томас Бюргенталь
Томас Бюргенталь (11 травня 1934 — 29 травня 2023) — американський юрист-міжнародник, вчений, декан юридичного факультету та суддя Міжнародного суду ООН. 6 вересня 2010 року він пішов у відставку з посади у Міжнародному суді та повернувся на свою посаду у Юридичній школі Університету Джорджа Вашингтона, де він був почесним професором порівняльного права та юриспруденції Лобінже.

## Ранні роки
Томас Бюргенталь народився у родині німецько-єврейських/польсько-єврейських батьків, які переїхали з Німеччини до Чехословаччини у 1933 році, виріс у єврейському гетто Кельце (Польща), а пізніше в концентраційних таборах Аушвіц і Заксенгаузен.
Бюргенталь — відомий як одна з наймолодших жертв Голокосту, яка вижила у концентраційних таборах, як-от Аушвіц і Заксенгаузен. Перші 11 років життя провів під німецькою владою. Відомо, що коли у січні 1945 року німці були витіснені радянською армією, німці вивели решту в'язнів за стіни табору; це була довга дорога, люди почали втомлюватися, і якщо вони зупинялися, їх страчували. Бюргенталь був одним із небагатьох дітей, які вижили під час триденного маршу до Заксенгаузена, де невдовзі Бюргенталь і його родина були звільнені.
Після війни жив з матір'ю у Геттінгені, потім у США з дядьком. Після навчання в одному з коледжів Західної Вірджинії (закінчив у 1957 році), здобув ступінь доктора права у юридичній школі Нью-Йоркського університету у 1960 році, а також ступінь магістра права та магістра міжнародного права Гарвардської школи права. Суддя Бюргенталь — власник низки почесних ступенів американських, європейських і латиноамериканських університетів, зокрема Гейдельберзького університету у Німеччині, Вільного університету Брюсселя у Бельгії, Університету штату Нью-Йорк, Американського університету, Університету Міннесоти й Університету Джорджа Вашингтона.

## Кар'єра
Бюргенталь був спеціалістом у галузі міжнародного права та прав людини.
Бюргенталь працював суддею Міжнародного суду у Гаазі з 2 березня 2000 року до своєї відставки 6 вересня 2010 року. До свого обрання до Міжнародного Суду ООН він був професором порівняльного права та юриспруденції Лобінже у Школі права Університету Джорджа Вашингтона. Він був деканом Вашингтонського юридичного коледжу Американського університету з 1980 до 1985 рік й обіймав посади професора в Техаському університеті, Школі права штату Нью-Йорк/Баффало й Університеті Еморі. Під час роботи в Еморі він був директором програми з прав людини Центру Картера. Бюргенталь працював суддею протягом багатьох років, включно з тривалими періодами у різних спеціалізованих міжнародних органах. Між 1979 і 1991 роками він працював суддею Міжамериканського суду з прав людини, включно з президентством цього суду; з 1989 до 1994 рік він був суддею в адміністративному трибуналі Міжамериканського банку розвитку; у 1992 і 1993 роках він працював у Комісії правди ООН для Сальвадору; з 1995 до 1999 рік він був членом Комітету ООН з прав людини.
Бюргенталь був автором понад десятка книг і великої кількості статей з питань міжнародного права, прав людини та порівняльного правознавства. Він був членом низки редакційних колегій юридичних журналів, зокрема «American Journal of International Law». Він також був членом комісії з етики Міжнародного олімпійського комітету.
Бюргенталь був єдиним інакодумцем у консультативному висновку щодо Ізраїльської стіни у липні 2004 року, де Міжнародний суд визнав 14-1, що побудована Ізраїлем стіна на окупованому Західному березі річки Йордан порушує міжнародне право та має бути знесеною.
Суддя Бюргенталь був одним із лауреатів премії Ґрубера за правосуддя 2008 року за його внесок у просування та захист прав людини в різних частинах світу, зокрема у Латинській Америці. Він також був лауреатом таких нагород: Медаль Голера Т. Батчера, Американське товариство міжнародного права, 1997; Медаль Менлі О. Гадсона, Американське товариство міжнародного права, 2002; Премія Елі Візеля, Меморіальна рада жертв Голокосту США, 2015; Олімпійський орден, Міжнародний олімпійський комітет, 2015.
Бюргенталь рішуче підтримав створення Міжнародної академії Нюрнберзьких принципів у Нюрнберзі, Німеччина, і став першим президентом її Консультативної ради У 2014 році. З 2016 року до своєї смерті у 2023 році він був її почесним президентом.
У мемуарах «Щаслива дитина» Бюргенталь описав свій досвід перебування у різних німецьких концентраційних таборах. Книгу переклали понад десятком мов, зокрема німецькою, французькою, іспанською, японською, нідерландською, норвезькою та шведською.

## Смерть
Бюргенталь помер 29 травня 2023 року у віці 89 років.

## Вибіркові праці
- Buergenthal, Thomas (1969). Law-making in the International Civil Aviation Organization. Syracuse University Press. ISBN 978-0815621393.
- Sohn, Louis B.; Buergenthal, Thomas (1973). International Protection of Human Rights. Т. 1. Bobbs-Merrill. ISBN 9780672818738. Vol. 2 ISBN 9780672821875 Vol. 3 ISBN 9780672842276
- Buergenthal, Thomas; Shelton, Dinah (1995). Protecting Human Rights in the Americas: Cases and materials (вид. 4th). N.P. Engel. ISBN 978-3883571225.
- Kokott, Juliane; Buergenthal, Thomas; Maier, Harold G. (2003). Grundzüge des Völkerrechts (нім.) (вид. 3rd). UTB Uni-Taschenbücher Verlag. ISBN 978-3825215118.
- Buergenthal, Thomas (2007). A Lucky Child. Little Brown. ISBN 978-1-61523-720-3.
- Buergenthal, Thomas; Thürer, Daniel (2010). Menschenrechte: Ideale, Instrumente, Institutionen (нім.). Nomos Verlagsgesellschaft. ISBN 978-3832951252.
- Buergenthal, Thomas; Shelton, Dinah; Stewart, David; Vazquez, Carlos (2017). International Human Rights in a Nutshell (вид. 5th). West Academic Publishing. ISBN 978-1634605984., Thomas, Shelton, Stewart, 4th ed. (2009)
- Buergenthal, Thomas; Murphy, Sean D. (2018). Public International Law in a Nutshell (вид. 6). West Academic. ISBN 9781683282396., 5th ed. (2013), 4th ed. (2007)

## Лекції
Коротка історія міжнародного права прав людини у циклі лекцій Аудіовізуальної бібліотеки міжнародного права ООН.
«Законотворча роль міжнародних трибуналів», Меморіальна лекція декана Фреда Ф. Герцога, 17 жовтня 2011 року, Школа права Джона Маршалла, Чикаго, Іллінойс.